# Рене Фернандез
Рене Фернандез (рођен 1. јануара 1906. у Боливији, смрт 1956) је био боливијски фудбалер. Играо је на позицији нападача.

## Каријера
Током каријере забележио је два наступа за репрезентацију Боливије, на светском купу 1930. године.